# لودی رومی
بازی‌های رومی یا لودی رومی (به لاتین: Ludi Romani) جشنی مذهبی در دین روم باستان بود. معمولاً شامل چندین مراسم به نام لودی (روم) بود. آنها سالانه از سال ۳۶۶ قبل از میلاد از ۱۲ سپتامبر تا ۱۴ سپتامبر برگزار می‌شدند، سپس تا ۵ سپتامبر تا ۱۹ سپتامبر تمدید شدند. در قرن اول قبل از میلاد، یک روز اضافی به افتخار ژولیوس سزار، که او را خدا انگاشته بودند، در ۴ سپتامبر اضافه شد. این جشنواره ابتدا نمایشنامه را به رم بر اساس درام یونانی معرفی کرد.
این بازی‌ها در جشن رومی از همه مهم‌تر بودند و به افتخار ژوپیتر برگزار می‌شدند. تیتوس لیویوس در کتاب از پیدایش روم می‌گوید که لوکیوس تارکوئینیوس پریسکوس، پنجمین شاه روم، به‌پاس گشودن دولت‌شهر لاتینی آپیولای این بازی‌ها را راه انداخت.